# Pineda
Pineda é um género botânico pertencente à família Salicaceae.